# Symeon Starzec

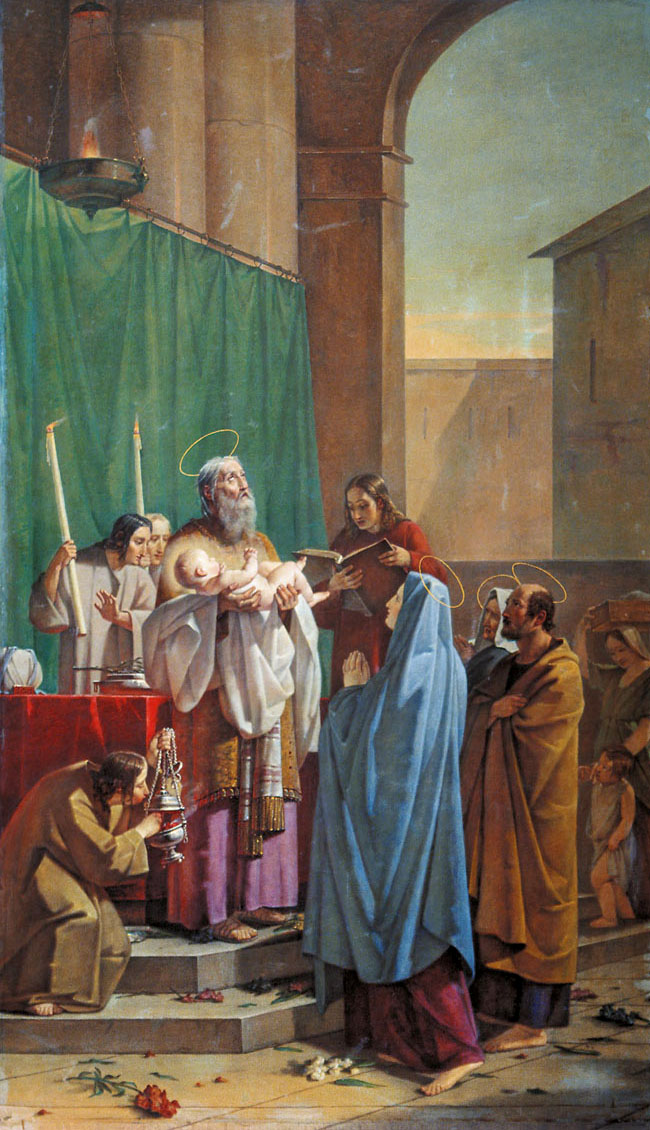
Ofiarowanie Jezusa w świątyni

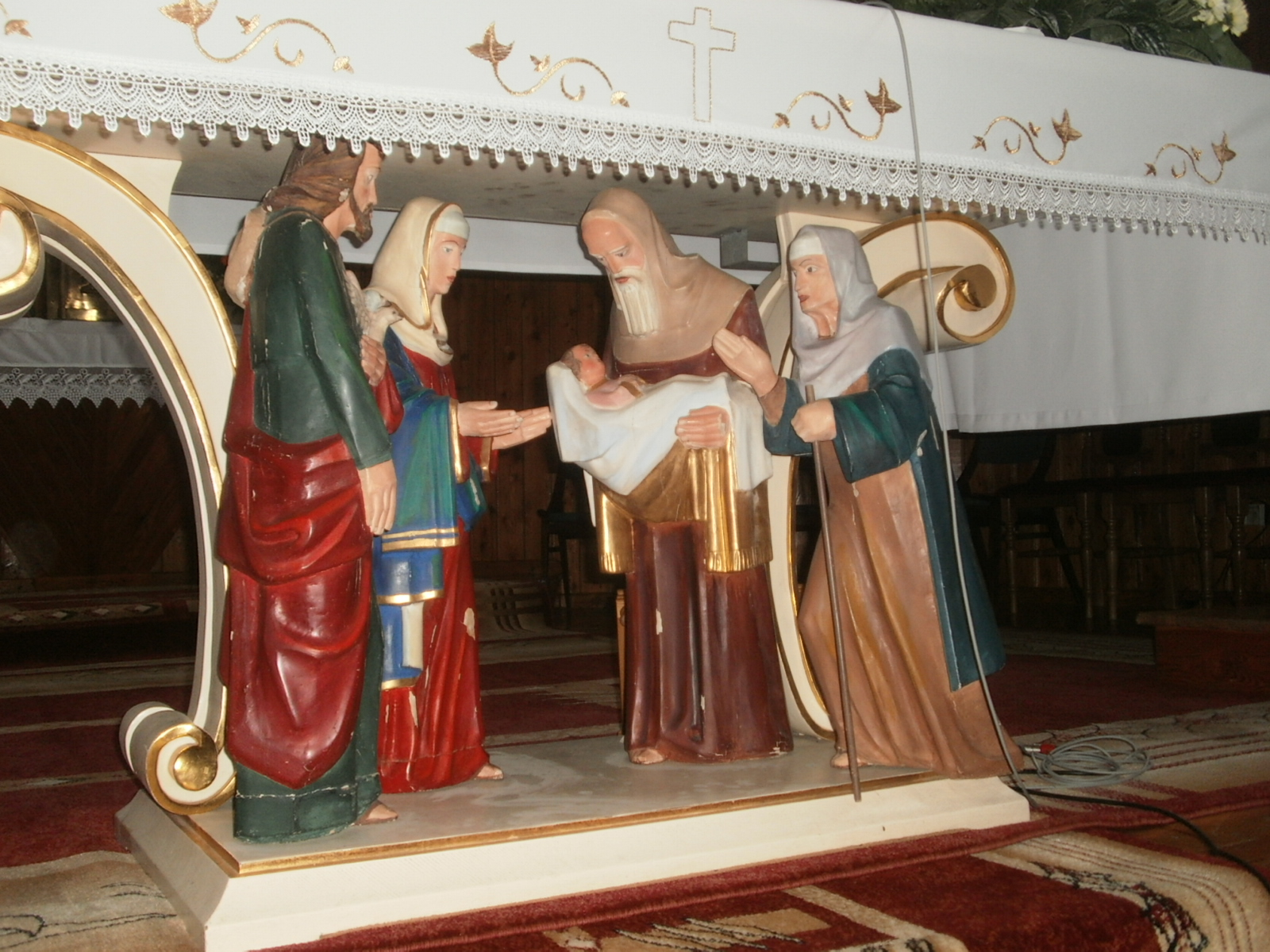
Proroctwo Symeona w mensie ołtarza Kościoła św. Jakuba Apostoła w Rozdzielu

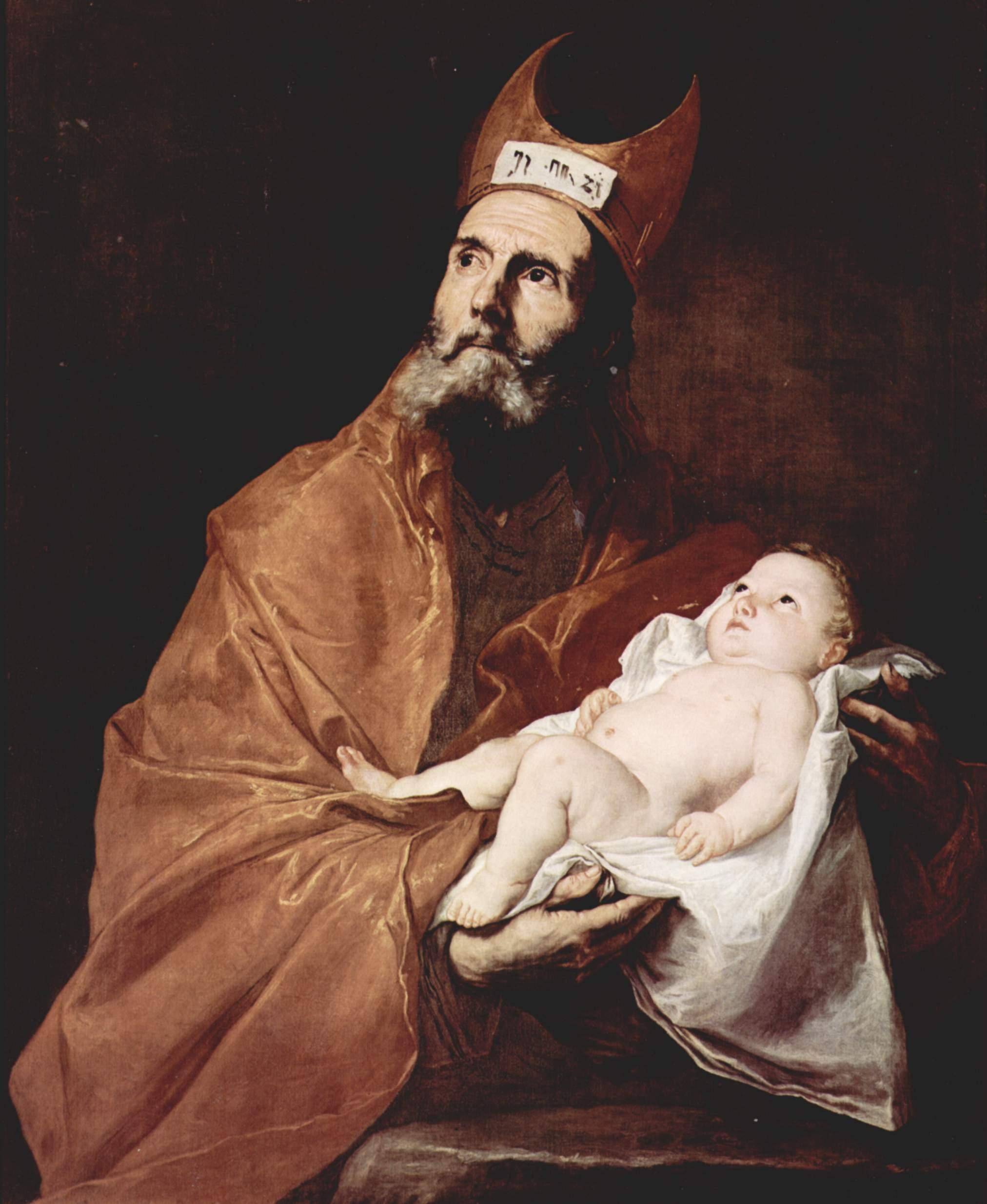
Przedstawienie świętego z Jezusem

Symeon, Simeon – postać biblijna występująca w Ewangelii św. Łukasza, święty kościoła katolickiego i prawosławnego.
Najczęściej spotykamy się z nim w Uroczystość Ofiarowania Pańskiego. Symeon chciał ujrzeć Zbawiciela i Bóg obiecał mu, że nie umrze dopóki nie zobaczy Jezusa. Gdy Maryja i Józef przyszli ofiarować Jezusa Bogu, Symeon ujrzał ich i rozpoznał w dziecku zbawienie. Z radością krzyczał:
„Teraz, o Władco, pozwól odejść słudze Twemu w pokoju,

według Twojego słowa.

Bo moje oczy ujrzały Twoje zbawienie,

któreś przygotował wobec wszystkich narodów:

światło na oświecenie pogan

i chwałę ludu Twojego, Izraela” (Łk 2, 29-32).

Przepowiedział on również Maryi, że jej serce przeszyje miecz boleści.

Jego modlitwa znana jest jako Nunc Dimittis.
Wspominany jest 2 lutego / 18 lutego.

## Ikonografia
Przedstawiany jest jako starzec w długich szatach, z długą siwą brodą. Trzyma zazwyczaj laskę. Czasami jest przedstawiany w towarzystwie Anny i Świętej Rodziny.
Źródło: Słownik Postaci Biblijnych. [dostęp 2015-12-26].